# Coro Folclórico Nacional Ucraniano Veryovka
El Coro Folclórico Nacional Ucraniano Veryovka (en ucraniano: Національний заслужений академічний український народний хор України імені Григорія Верьовки) es una agrupación vocal ucraniana fundada en 1943.
El conjunto está compuesto por 158 personas, incluyendo no solo cantantes, sino también grupos orquestales y coreográficos.
El Coro Veryovka ha realizado giras en México, Canadá, Francia, Suiza, Rusia, Bielorrusia, Polonia, Alemania, Estados Unidos, Brasil y varios otros países, y ha participado tradicionalmente en los principales eventos estatales de Ucrania. Ha recibido numerosos premios nacionales e internacionales, en particular por su contribución a la paz y la amistad entre los pueblos. Fue galardonado con una medalla de plata del Consejo Mundial de la Paz.

## Historia

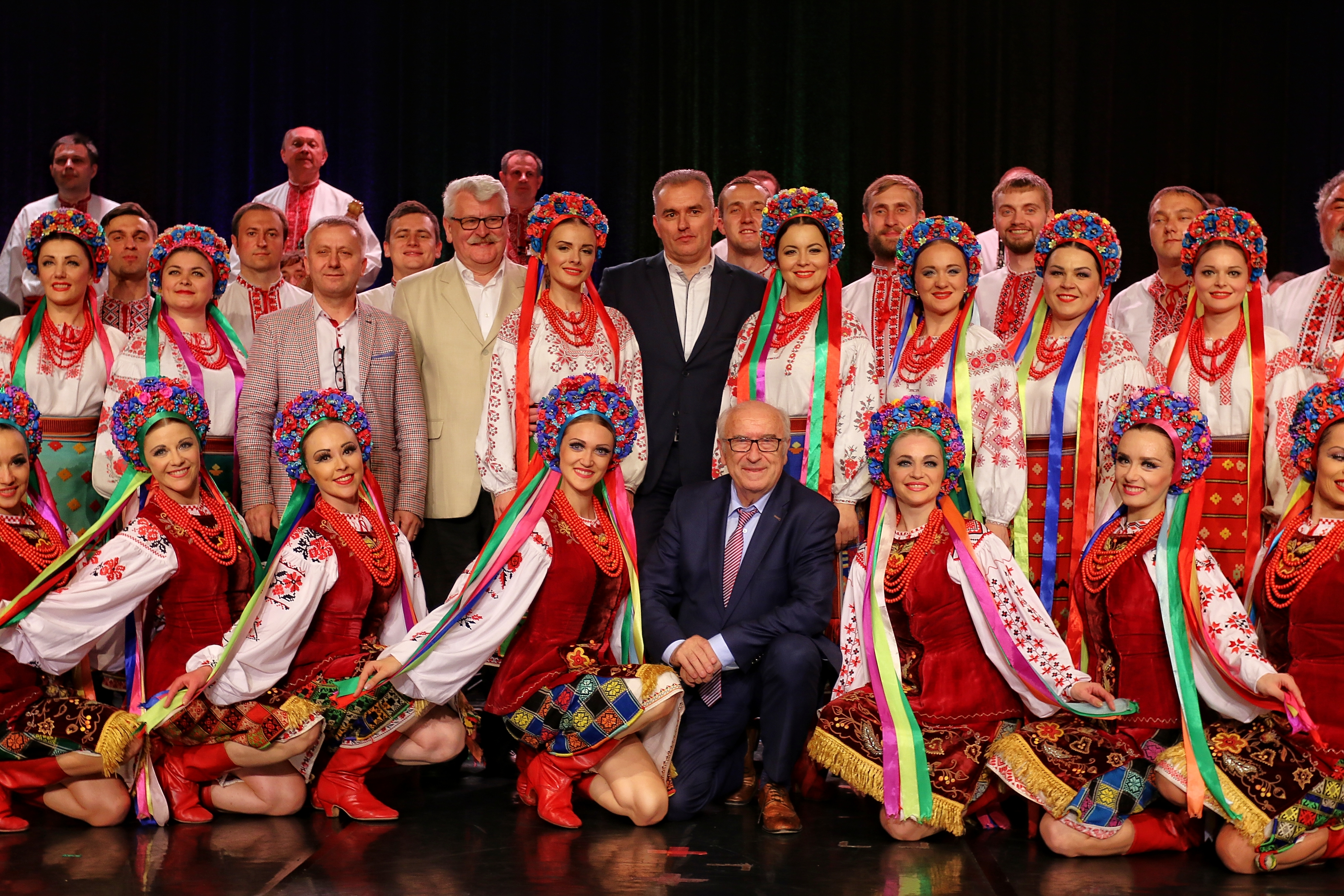
El coro en una presentación en la ciudad polaca de Ożarów Mazowiecki en 2018.

El coro fue establecido en 1943 en Járkiv con el propósito de promover y difundir las tradiciones de la música y danza folclórica ucraniana. El iniciador y primer director del coro fue Hryhoriy Veryovka, investigador y director de coro. El coro representó el arte ucraniano en diversas ciudades de la URSS, así como en Rumania (1952, 1956), Polonia (1953), Finlandia (1954), Bélgica y Luxemburgo (1958), Alemania (1959), Yugoslavia (1962) y otros países. En honor a su fundador, el coro recibió su nombre en 1965. Ese mismo año, el conjunto fue dirigido por Anatoly Avdievsky. En 1965, al coro se le otorgó el título de "merecido", en 1974 el título de "académico" y en 1997 se le concedió el estatus de "nacional".
Desde la muerte de Avdievsky en 2016, el líder del conjunto ha sido Zenoviy Korinets. En 2019, se filmó una película de larga duración sobre el coro.
El sencillo de Pink Floyd de 2022, "Hey, Hey, Rise Up!", comienza con un fragmento de una grabación realizada por el coro de la canción de 1914 "Oh, en el prado el viburno rojo" (ucraniano: Ой у лузі червона калина).
En 2024, se presentaron en el Teatro Guaíra durante el Festival Nacional de Danzas Ucranianas en la ciudad de Curitiba. Interpretaron las canciones "Oh, que noche hermosa" (Ой, ти ніченько), "Estaba triste" (Сумна я була), "Oh, en la oscura montaña" (Ой, тамна горі) y "Cejas negras, ojos marrones" (Чорнії брови, карії очі). Tuvieron la participación del tenor brasileño descendiente de ucranianos Vitorio Scarpi del Grupo Poltava.

## Repertorio
El repertorio del conjunto se basa en el folclore ucraniano, canciones y danzas de otras naciones. Una parte significativa de los arreglos de canciones ucranianas fue realizada por el fundador del coro, Hryhoriy Veryovka, quien utilizó técnicas como el canto de la voz femenina baja, la alternancia de dos voces con unísonos, las divisiones en octavas, paralelismos de quintas, terceras y acordes de tres sonidos, la aplicación del principio de desarrollo armónico de variación y textura, técnicas de polifonía y voces secundarias, y elementos de polifonía timbral. Posteriormente, el repertorio del coro se amplió con obras de Borís Liatoshinski, Levko Revutsky, Mikola Lísenko y otros compositores ucranianos. 
Durante el período soviético, también incluyeron en su repertorio canciones dedicadas al Partido Comunista. El repertorio incluía canciones que ensalzaban a los líderes comunistas, como la canción "Yo alabo al partido" de V. Vermenich. En 2011, destacó el estreno de la ópera folclórica "Cuando florece el helecho" de Yevhén Stankóvich, que había sido prohibida en la época soviética.

## Críticas
En 2019, el Coro Veryovka, junto con Kvartal 95 Studio, lanzó un videoclip con la canción "Горіла сосна, палала" (en ucraniano: "El pino ardió, se incendió"), que se burlaba de Valeria Hontareva, expresidente del Banco Nacional de Ucrania, cuyo hogar había sido incendiado en Londres. El incidente provocó indignación pública. Posteriormente, Volodymyr Borodyanski, ministro de cultura de Ucrania, se disculpó con Hontareva y declaró que "la ley no prohíbe las perversiones morales".